# 安德鲁·菲尔波特
安德鲁·菲尔波特（英語：Andrew Philpott，1990年3月9日—），澳大利亚男子曲棍球运动员。他曾代表澳大利亚国家队参加2014年英联邦运动会曲棍球比赛，获得一枚金牌。